# Krueng Dheue
Krueng Dheue is een bestuurslaag in het regentschap Bireuen van de provincie Atjeh, Indonesië. Krueng Dheue telt 286 inwoners (volkstelling 2010).